# Алый цвет
А́лый/червонный цвет — самый яркий оттенок красного цвета. Считается, что алый — это удачливый цвет. Традиционно связывается с цветом пламени, иногда — с цветом человеческой артериальной крови, губ. Алый цвет расположен в начале спектра и имеет рыжеватый оттенок.

## В культуре
- У Сергея Аксакова есть известная сказка «Аленький цветочек», вариант бродячего сюжета о Красавице и Чудовище. По ней был поставлен спектакль, а также сняты художественный фильм и мультфильм.
- «Алые паруса» после выхода одноимённой повести Александра Грина стали романтическим символом надежды. По этой повести также был снят одноимённый фильм.
- У Юрия Коваля есть рассказ «Алый» о собаке, названной так из-за цвета языка.
- У Джека Лондона есть рассказ «Алая чума» (англ. The Scarlet Plague) о гибели человечества от страшного вируса алой чумы.
- Алая Звезда — вымышленная планета из цикла произведений Энн Маккефри «Всадники Перна».
- Алая Ведьма (англ. Scarlet Witch) — персонаж комиксов Marvel.

## В живописи
- В наборах красок для рисования и шрифтовых работ (гуашь плакатная и др.) имелась краска «Алая С» — для точной передачи цвета флагов СССР.